# Mont Trafalgar (Papouasie-Nouvelle-Guinée)
Pour les articles homonymes, voir Mont Trafalgar et Trafalgar.
Le mont Trafalgar est un volcan éteint situé sur la côte nord-est de la province Nord en Papouasie-Nouvelle-Guinée.